# Hughesville (Missouri)
Hughesville é uma vila localizada no estado americano de Missouri, no Condado de Pettis.

## Demografia
Segundo o censo americano de 2000, a sua população era de 174 habitantes.
Em 2006, foi estimada uma população de 182, um aumento de 8 (4.6%).

## Geografia
De acordo com o United States Census Bureau tem uma área de
0,3 km², dos quais 0,3 km² cobertos por terra e 0,0 km² cobertos por água. Hughesville localiza-se a aproximadamente 252 m acima do nível do mar.

## Localidades na vizinhança
O diagrama seguinte representa as localidades num raio de 24 km ao redor de Hughesville.